# ما کچین
ما کچین (انگلیسی: Ma Keqin؛ زادهٔ ۲۴ فوریهٔ ۱۹۶۲) تنیس‌باز اهل چین بود. وی در بازی‌های المپیک تابستانی ۱۹۸۸ شرکت کرده‌است.